# Knut Tynell
Knut Olof Laurentius Tynell, född 18 juni 1887 i Tryde församling, Kristianstads län, död 31 mars 1953, var en svensk biblioteksman. Han var son till kyrkoherden Lars Tynell och far till bibliotekarien Lars Tynell. 

## Biografi
Tynell blev filosofie kandidat vid Lunds universitet 1908, filosofie licentiat 1912 och filosofie doktor i statskunskap 1918. Han blev amanuens vid Lunds universitetsbibliotek 1909, andre bibliotekskonsulent 1913, tillförordnad förste bibliotekskonsulent i Skolöverstyrelsen 1925 och ordinarie 1930. Som bibliotekskonsulent nedlade han ett betydande arbete på svenskt folkbiblioteksväsens utveckling.
Tynell var ledare för åtskilliga bibliotekskurser, sekreterare i Stockholms stadsbibliotekskommitté 1918, i Stockholms stads biblioteksstyrelse 1923–32, redaktionssekreterare i Statsvetenskaplig tidskrift 1911–13, medutgivare av Biblioteksbladet från 1916, redaktör för serien Orientering i aktuella ämnen från 1934, styrelseledamot i Sveriges allmänna biblioteksförening från 1915 (ordförande 1933–40) och ordförande i svenska sektionen av Världsförbundet för folkbildningsarbete från 1927.